# تشارلز تي ستانتون
تشارلز تي ستانتون (بالإنجليزية: Charles T. Stanton)‏ هو عسكري أمريكي، ولد في 30 نوفمبر 1839 في ستونينغتون في الولايات المتحدة، وتوفي بنفس المكان في 1891.